# Открытые окна
«Откры́тые о́кна» (англ. Open Windows) — испанский триллер 2014 года режиссёра и сценариста Начо Вигалондо с Сашей Грей и Элайджой Вудом в главных ролях. Фильм снят при помощи скринкастинга, его действие демонстрируется через мониторы компьютеров персонажей. Премьера в США состоялась 10 марта 2014 года, в России — 25 сентября.

## Сюжет
Ник (Элайджа Вуд) — фанат актрисы Джилл Годдард (Саша Грей) и редактор её неофициального сайта. Он выигрывает конкурс, главный приз в котором — ужин со звездой после презентации её нового фильма. Во время онлайн-репортажа с презентации, которая транслируется через сайт Ника, раздается звонок и человек, представившийся Кордом (Нил Маскелл), объявляет ему, что ужин отменён. Ник даже не подозревает, что стал пешкой в игре, цель которой — убийство Джилл.

## В ролях
| Актёр          | Роль                 |
| -------------- | -------------------- |
| Саша Грей      | Джилл Годдард        |
| Элайджа Вуд    | Ник Чэмберс          |
| Нил Мэскелл    | Корд                 |
| Начо Вигалондо | Ричи Габилондо       |
| Рэйчел Ариефф  |                      |
| Иван Гонсалес  | Тони                 |
| Улисс Лопес    |                      |
| Брайан Элдер   | посетитель фестиваля |
| Треванте Родс  | Брайан               |
| Майк Маккатчен | кинозритель          |
| Адам Дж. Риб   | фанат на фестивале   |

## Отзывы
Shock Till You Drop дали разгромную рецензию на фильм, назвав его «самым большим разочарованием» и позором.
Lenta.ru назвала фильм «просто плохим». Элайджа Вуд, по мнению издания, делает всё чтобы похоронить свою карьеру, а Саша Грей несостоятельна как актриса.
We Got This Covered сравнили картину с рекламой средств от импотенции, обещающих решить все проблемы при помощи магической формулы, но ничего не объясняющих и тонущих «в собственной лжи».
Газета.Ru отмечает, что у «Открытых окон» кошмарная логика и проблемы с ритмом, а, кроме всего прочего, фильму особо нечего сказать.